# Ex officio adjunkt
Ex officio adjunkt är en titel för präster i Evangelisk lutherska kyrkan i Finland, motsvarande pastorsadjunkt/kyrkoadjunkt i Svenska kyrkan, det vill säga den tjänstemässigt lägsta graden i den kyrkliga organisationen. I 1994 års kyrkolag ersattes den av tjänstebeteckningen församlingspastor. 